# Природно-заповідний фонд Великобагачанського району
Природно-заповідний фонд колишнього Великобагачанського району становив 5 об'єктів і територій ПЗФ (усі місцевого значення): 3 заказники і 2 пам'ятки природи. Загальна площа ПЗФ — 2170,74 га.

## Території та об'єкти

### Заказники
| Назва об'єкта                   | Тип, категорія, значення | Рік створення | Площа (га) | Місцезнаходження | Зображення |
| ------------------------------- | ------------------------ | ------------- | ---------- | --- | ---------- |
| «Байраківський»                 | Заказник ландшафтний     | 2009          | 770        | лівий берег р. Псел, між сел. Велика Багачка та селами Затон і Байрак                                                                            |            |
| «Географічний центр Полтавщини» | Заказник ландшафтний     | 2010          | 1274,7     | південніше автодороги Київ-Харків по р. Псел та між селами Красногорівка, Бірки, Стінки, Балаклія та Герусівка, Псільське л-во, кв. 9 вид. 11-22 |            |
| «Кут»                           | Заказник ботанічний      | 1994          | 126        | с. Остап'є, вище гирла р. Хорол |            |

### Пам'ятки природи
| Назва об'єкта    | Тип, категорія, значення   | Рік створення | Площа (га) | Місцезнаходження                       | Зображення |
| ---------------- | -------------------------- | ------------- | ---------- | -------------------------------------- | ---------- |
| «Дуб черешчатий» | Пам'ятка природи ботанічна | 1969          | 0,02       | смт. Велика Багачка, вул. Шевченка, 73 |            |
| «Дуб черешчатий» | Пам'ятка природи ботанічна | 1964          | 0,02       | с. Марьянське                          |            |